# Jean Zuléma Amussat
Jean Zuléma Amussat (Saint-Maixent-l'École, 1796 – Parigi, 1856) è stato un chirurgo francese ed è considerato uno dei fondatori della disciplina urologica in Francia.

## Attività clinica
Tra i suoi interessi principali vi furono il trattamento dei restringimenti dell'uretra, il cateterismo della vescica urinaria e la realizzazione di ani e vagine artificiali. Portò inoltre importanti innovazioni nel trattamento della malattia emorroidale e nell'emostasi in caso di torsione del testicolo.